# 大衛·拉姆西
大衛·保羅·拉姆西（英語：David Paul Ramsey，1971年11月17日—）是一名美国男演員和電視導演。他知名於在The CW超級英雄影集系列“綠箭宇宙”的《綠箭俠》（2012—2020年）、《閃電俠》（2014—2023年）、《明日傳奇》（2016—2017，2020年）、《超少女》（2018，2021年）和《蝙蝠女俠》（2021—2022年）以及擴展電視劇《超人與露易絲》（2021—2022年）中飾演約翰·迪格爾／斯巴達。他的其他著名角色還包括美墨合拍劇情片《孕育心世界》（2009年）的約瑟（Joseph）、Showtime犯罪劇情電視劇《嗜血法医》（2008—2009年）的安東·布瑞格斯和CBS刑偵劇情電視劇《警察世家》（2011—2017年）的卡特·普爾市長。

## 早年生活和教育
拉姆西在1971年11月17日出生於美国密西根州底特律，他有兩個哥哥、一個姊姊和一個妹妹。拉姆西的二哥曾是一名藝術家和演員，大約12歲的時候他看過二哥在一些教會社區戲劇中表演，一直都崇拜着二哥的他便決定了自己未來也要成為一名演員。
他就讀於蒙福高中時參演過不少學校戲劇，畢業後他被著名的南加州大学电影艺术学院錄取，但他卻並沒有選擇進入南加大而是去了韦恩州立大学的藝術學院（College of Fine, Performing and Communication Arts）學習戲劇，因為他當時不太確定自己到底想踏入電影製作抑或是戲劇領域，再加上母親也不希望17歲的他要去到加州那麼遠。作為大學生的他在當地的專業劇院工作，並於1993年藝術學士畢業後經大學一位戲劇系系主任介紹到洛杉矶試鏡。

## 職業生涯
1997—1998年，拉姆西在UPN情景喜剧Good News中主演加州康普頓非裔美国人生命教會（Church of Life）的一位年輕代理牧師大衛·藍道夫（David Randolph），這是他在電視上的第一個重要角色。2000年8月，他在FOX運動傳記電視電影Ali: An American Hero中領銜主演美國傳奇男子拳擊手卡修斯·克萊／穆罕默德·阿里（Cassius Clay / Muhammad Ali），雖然他的中量级身材與現實中阿里的重量级對比相差甚遠，但《綜藝》的菲爾·蓋洛（Phil Gallo）仍稱讚他對阿里的描繪“令人信服”。10月，他在凱文·斯貝西、海伦·亨特和哈利·喬·奧斯蒙主演的劇情片《讓愛傳出去》中飾演一名愛說垃圾話的偽幫派成員雪梨·帕克（Sidney Parker），儘管雪梨經常滿嘴垃圾話，卻仍欣然信奉片中的“讓愛傳出去”（"Pay It Forward"）理念。2001年，他在南非鬧劇片《2003上帝也抓狂》中主演一名到達南非太陽城度假村參加高爾夫球錦標賽的美國職業高爾夫球手文斯·李（Vince Lee）。
2005年，他在UPN情境喜劇《離婚快樂》第2季中飾演常設角色羅斯提（Rusty），羅斯提是主要角色妮西·詹姆士（Neesee James，由麗莎蕾耶飾演）的男朋友。2008年1—3月，他在Starz情境喜劇Hollywood Residential中主演一名監製唐·梅瑞特（Don Merritt）。1—5月，他在ABC Family劇情電視劇《野火》第4季中飾演常設角色諾亞·葛里森醫生（Dr. Noah Gleason），諾亞是主要角色丹妮兒·“丹妮”·戴維斯（Danielle "Dani" Davis，由妮可·圖比歐拉飾演）經營的獸醫診所的合夥人。2008年9月—2009年10月，他在Showtime犯罪劇情電視劇《嗜血法医》中飾演常設角色安東·布瑞格斯，安東是一名吸食大麻的吉他手，也是祖爾·奎恩警探（由德斯蒙·哈靈頓主演）的秘密線人，後來與主要角色戴博拉·摩根（由珍妮佛·卡本特飾演）私下發展出情侶關係；由於現實中卡本特當時已經跟劇中飾演反英雄主角戴克斯特·摩根的米高·C·賀爾結婚，《紐約郵報》著名八卦專欄的傑瑞特·威索曼（Jarett Wieselman）訪問他拍攝安東與戴博拉的性愛場面會不會覺得很奇怪，他回答說：“當你跟一個不是你妻子的人一起躺在床上時，總是會有一些奇怪且造作虛偽的時刻。”
2009年，拉姆西在美墨合拍的劇情片《孕育心世界》中主演約瑟（Joseph），約瑟的妻子露西（Lucy，由凯莉·华盛顿主演）是一名渴望成為母親的麵包師，但她卻因不孕而無法擁有自己的孩子，兩夫妻於是聯繫了一間天主教收養機構，並在機構的安排下與一名年輕的懷孕準媽媽伊莉莎白（Elizabeth，由娜奥米·沃茨主演）見面。2010年，他在NBC短命律政劇《法網恢恢》中主演一位才華橫溢的自由派辯護律師艾爾·德魯津斯基（Al Druzinsky），艾爾是男主角保守派辯護律師希拉·加爾薩（Cyrus Garza，由杰米·史密兹飾演）小時侯最好的朋友，也是現在希拉法律團隊的一員；他之前在電視劇《白宫群英》和《夢魘殺魔》以及電影《孕育心世界》中與史密茲合作過。2011—2017年，他在CBS刑偵劇情電視劇《警察世家》中飾演紐約市市長卡特·普爾，他於第2—3季作為常設演員、第4—7季作為客串演員飾演該角色。他接受《電視指南》旗下雜誌採訪時表示普爾市長和《綠箭俠》的約翰·迪格爾都是自己喜歡的角色，但因為後來同時拍攝《綠箭俠》使得他的日程變得非常緊迫，他於是決定在《警網急先鋒》第7季結束時離開該劇。

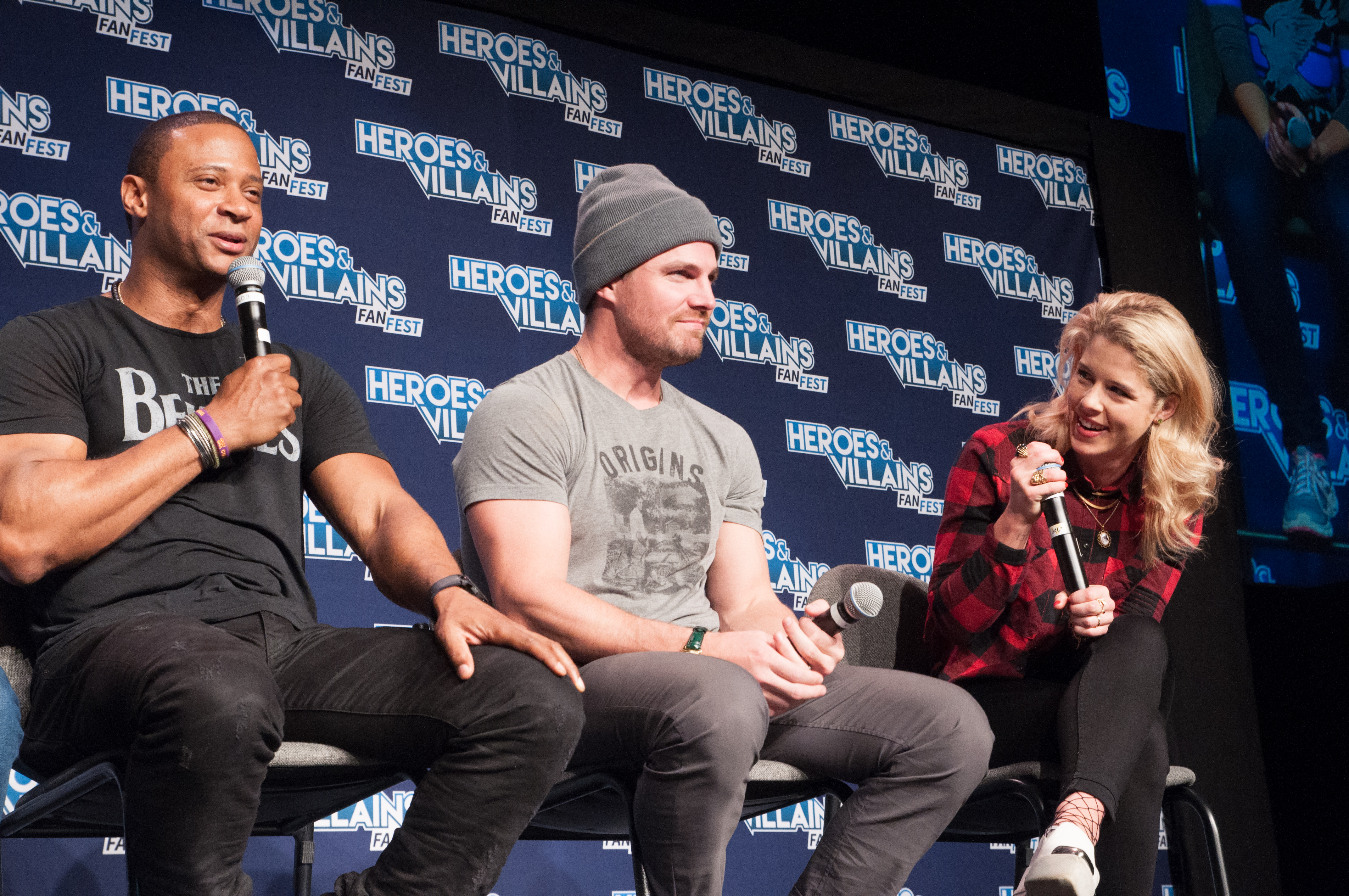
（由左至右）：《綠箭俠》主要演員大衛·拉姆西、史蒂芬·艾梅爾和艾米莉·贝特·里卡兹於2017年12月出席在聖荷西舉行的英雄與反派粉絲節（Heroes & Villains Fan Fest）。

2012—2020年，他出現在The CW超級英雄電視劇《綠箭俠》全部8季的主要演員陣容中，飾演一名退伍軍人約翰·迪格爾，約翰是男主角奧利佛·昆恩／綠箭俠（由史蒂芬·艾梅爾飾演）的新保鑣，隨著時間的推移約翰成為了奧利佛最好的朋友和夥伴，並以代號“斯巴達”（"Spartan"）的身份在星城打擊犯罪。他在2019年執導了該劇的“過往的罪孽”（"Past Sins"）和“重置”（"Reset"）兩集，其中第7季的“過往的罪孽”一集更是他的導演處女作。《綠箭俠》於2019年10月15日開始播出其第8季也是最後一季，《Collider》的克莉絲汀娜·拉戴許（Christina Radish）在採訪中問及他拍攝最終季時的感覺，他說：“儘管將要完結時會感到悲傷，但能夠知道[該劇]什麼時候結束、如何結束和角色的發展，感覺就好多了。雖然還是有些悲傷，但總比其他選擇（中途被取消）來得好。”除了《綠箭俠》以外，他隨後還在“綠箭宇宙”的多部電視劇重新飾演約翰·迪格爾，包括在《閃電俠》（2014—2023年）中作為常設演員出演，以及在《明日傳奇》（2016—2017，2020年）、《超少女》（2018，2021年）和《蝙蝠女俠》（2021—2022年）中客串出演；他在非“綠箭宇宙”的擴展電視劇《超人與露易絲》（2021—2022年）中客串飾演約翰的一個變體。2022年1月，據報The CW將為“綠箭宇宙”發展一部新的電視劇，將由他領銜主演在《綠箭俠》中的角色約翰·迪格爾；可惜The CW後來於2023年5月正式宣布放棄對該影集的開發。

## 個人生活
拉姆西的妻子是女演員布莉安娜·拉姆西（Briana Ramsey），他們於2010年生下一個兒子。他的兒子很喜歡迪士尼樂園，兩父子會經常到樂園裡遊玩。
拉姆西精通截拳道，並有學習跆拳道、咏春拳和拳击；他還在美國前職業踢拳手賓尼·尤奎德茲的指導下接受過踢拳訓練。

## 作品列表

### 電影
| 年份 | 標題               | 標題                                 | 角色                  | 角色 | 附註 |
| 年份 | 譯名               | 原名                                 | 譯名                  | 原名 | 附註 |
| ---- | ------------------ | ------------------------------------ | --------------------- | ---- | ---- |
| 1996 | 《隨身變》         |                                      | 學生                  |      |      |
| 1996 | 《脫線家族2》      |                                      | 救生員布蘭特          |      |      |
| 1997 | 《空中监狱》       |                                      | 朗岱爾                |      |      |
| 1998 | 不適用             |                                      | 傑金斯                |      | 短片 |
| 1999 | 《性愛三人行》     |                                      | 比爾                  |      |      |
| 2000 | 《讓愛傳出去》     |                                      | 雪梨·帕克             |      |      |
| 2001 | 《2003上帝也抓狂》 |                                      | 文斯·李               |      |      |
| 2004 | 《美髮秀》         |                                      | 克里夫                |      |      |
| 2005 | 不適用             | Resurrection: The J.R. Richard Story | J·R·理查德            |      |      |
| 2005 | 不適用             |                                      | 大衛王                |      | 短片 |
| 2007 | 《生死交鋒》       |                                      | 韋恩                  |      |      |
| 2008 | 《掩蓋真相》       |                                      | 比爾·戴利             |      |      |
| 2009 | 不適用             |                                      | 坎普·史都華           |      |      |
| 2009 | 《孕育心世界》     |                                      | 約瑟                  |      |      |
| 2014 | 《超級選秀日》     |                                      | 湯普森                |      |      |
| 2015 | 《情人眼中釘》     |                                      | 眾議院議員比爾·哈許東 |      |      |
| 2017 | 不適用             | Illicit                              | 蓋·柯提斯／丈夫       |      |      |

### 電視
| 年份             | 標題                      | 標題                       | 角色                       | 角色           | 附註                                                                       |
| 年份             | 譯名                      | 原名                       | 譯名                       | 原名           | 附註                                                                       |
| ---------------- | ------------------------- | -------------------------- | -------------------------- | -------------- | -------------------------------------------------------------------------- |
| 1977             | 不適用                    | Lovers and Friends         | 瑞特·薩克斯頓＃2           |                | 未知集數                                                                   |
| 1979             | 《神父神探》              |                            | 拍賣會客人                 |                | 電視電影                                                                   |
| 1994             | 《大胆而美丽》            |                            | 泰德                       |                | 單集：“#1.1814”                                                            |
| 1994             | 《未解之谜》              |                            | 亞歷山大                   |                | 單集：“#7.3”                                                               |
| 1995             | 《一級謀殺辯護》          |                            | 記者＃3                    |                | 單集：“Chapter Two”                                                        |
| 1996             | 不適用                    |                            | 喬治                       |                | 迷你剧集；未知集數                                                         |
| 1996             | 《世紀特戰隊》            |                            | 不適用                     |                | 單集：“The Angriest Angel”                                                 |
| 1996             | 《昂貴的韻事》            |                            | 謝普·沃克                  |                | 電視電影                                                                   |
| 1997             | 不適用                    | Crisis Center              | 居民                       |                | 單集：“Where Truth Lies”                                                   |
| 1997—1998        | 不適用                    | Good News                  | 大衛·藍道夫牧師            |                | 主要演員；22集                                                             |
| 1998             | 《薑是老的辣》            |                            | 麥克福爾警司               |                | 電視電影                                                                   |
| 1998             | 《弗洛拉媽媽一家》        |                            | 布克·帕瑪（成人）          |                | 迷你影集；2集                                                              |
| 1999             | 《叛艦大行動》            |                            | 維農·奈托斯                |                | 電視電影                                                                   |
| 2000             | 不適用                    | Ali: An American Hero      | 卡修斯·克萊／穆罕默德·阿里 |                | 電視電影                                                                   |
| 2000—2001        | 不適用                    | For Your Love              | 布萊恩                     |                | 常設演員；6集                                                              |
| 2001             | 《閨蜜大作戰》            |                            | 蘭德爾·波特                |                | 單集：“Mom's the Word”                                                     |
| 2001             | 《偷天龍鳳》              |                            | 維克多探員                 |                | 單集：“The Long Con”                                                       |
| 2002             | 不適用                    | For the People             | 未知                       | 未知           | 單集：“To DNA or Not to DNA”                                               |
| 2002             | 不適用                    |                            | 未知                       | 未知           | 試播集（未發展成影集）                                                     |
| 2002             | 《法外情真》              |                            | 德波的律師                 |                | 單集：“No Good Deed”                                                       |
| 2002—2003        | 不適用                    | One on One                 | 傑登                       |                | 2集                                                                        |
| 2003             | 不適用                    |                            | 山姆·蓋博                  |                | 電視短片                                                                   |
| 2003             | 《妙手良方》              |                            | 傑克·科蒂斯                |                | 單集：“Breathing Lessons”                                                  |
| 2003             | 《重返犯罪現場》          |                            | NCIS探員理查·歐文斯        |                | 單集：“The Curse”                                                          |
| 2004             | 《逝者能言》              |                            | 史坎內爾探員               |                | 單集：“Is That Plutonium in Your Pocket, or Are You Just Happy to See Me?” |
| 2004             | 《CSI犯罪現場：邁阿密》   |                            | 艾沃赫特警員               |                | 單集：“Wannabe”                                                            |
| 2004             | 《聖女魔咒》              |                            | 上位惡魔                   |                | 單集：“Witch Wars”                                                         |
| 2004             | 不適用                    | Second Time Around         | 崔維斯·柏德                |                | 單集：“A Kiss Is Still a Kiss”                                             |
| 2005             | 《人到中年》              |                            | 克雷                       |                | 常設演員；3集                                                              |
| 2005             | 《離婚快樂》              |                            | 羅斯提                     |                | 常設演員；6集                                                              |
| 2005             | 不適用                    | Jane Doe: The Wrong Face   | 麥克                       |                | 電視電影                                                                   |
| 2005             | 不適用                    |                            | 特洛伊·史東布瑞克          |                | 電視電影                                                                   |
| 2005—2008        | 《靈感應》                |                            | 威爾·班奈特                |                | 4集                                                                        |
| 2006             | 《白宫群英》              |                            | 泰迪                       |                | 2集                                                                        |
| 2006             | 《致命接觸：美國禽流感》  |                            | 柯提斯·安森                |                | 電視電影                                                                   |
| 2006             | 《CSI犯罪現場》           |                            | 傑拉德·克勞利              |                | 單集：“Burn Out”                                                           |
| 2006             | 不適用                    | Hello Sister, Goodbye Life | 丹尼斯·克萊因叔叔          |                | 電視電影                                                                   |
| 2007             | 《犯罪心理》              |                            | 維克蘭                     |                | 單集：“Fear and Loathing”                                                  |
| 2007             | 《時空旅人》              |                            | 威爾遜·哈格里夫斯警探      |                | 單集：“The Legend of Dylan McCleen”                                        |
| 2008             | 不適用                    | Hollywood Residential      | 唐·梅瑞特                  |                | 主要演員；8集                                                              |
| 2008             | 《野火》                  |                            | 諾亞·葛里森醫生            |                | 常設演員；8集                                                              |
| 2008—2009        | 《嗜血法医》              |                            | 安東·布瑞格斯              |                | 常設演員；17集                                                             |
| 2009             | 《灵书妙探》              |                            | 吉姆·惠勒                  |                | 單集：“Fool Me Once...”                                                    |
| 2010             | 《實習醫生》              |                            | 吉米·湯普森                |                | 單集：“Sympathy for the Parents”                                           |
| 2010             | 《法網恢恢》              |                            | 艾爾·德魯津斯基            |                | 主要演員；8集                                                              |
| 2010—2011        | 《辯護律師》              |                            | 麥特·沃德助理地方檢察官    |                | 3集                                                                        |
| 2011—2017        | 《警察世家》              |                            | 卡特·普爾市長              |                | 第2—3季：常設演員，12集；第4—7季：客串演員，8集                            |
| 2012—2020        | 《綠箭俠》                |                            | 約翰·迪格爾／斯巴達        |                | 主要演員；170集                                                            |
| 2014—2023        | 《閃電俠》                |                            | 約翰·迪格爾／斯巴達        | 常設演員；11集 |                                                                            |
| 2016             | 《超級英雄鬥陣俱樂部2.0》 |                            | 約翰·迪格爾                |                | 節目宣傳片                                                                 |
| 2016—2017， 2020 | 《明日傳奇》              |                            | 約翰·迪格爾／斯巴達        |                | 3集                                                                        |
| 2018，2021       | 《超少女》                |                            | 約翰·迪格爾                |                | 2集                                                                        |
| 2021             | 《明日傳奇》              |                            | 巴斯·李維                  |                | 單集：“Stressed Western”                                                   |
| 2021—2022        | 《蝙蝠女俠》              |                            | 約翰·迪格爾                |                | 2集                                                                        |
| 2021—2022        | 《超人與露易絲》          |                            | 約翰·迪格爾                | 2集            |                                                                            |
| 2022             | 《菜鳥探員大姐》          |                            | 葛瑞格·萊特                |                | 單集：“Countdown”                                                          |
| 2024             | 《新鮮王子》              |                            | 拉蒙·奧頓                  |                | 3集                                                                        |

#### 導演
| 年份 | 節目                 | 節目 | 季  | 劇集   | 劇集       | 劇集           | 劇集           | 劇集     |
| 年份 | 譯名                 | 原名 | 季  | 總集數 | 集數（季） | 標題           | 首播日期       | 附註     |
| ---- | -------------------- | ---- | --- | ------ | ---------- | -------------- | -------------- | -------- |
| 2019 | 《綠箭俠》           |      | 7   | 149    | 11         |                | 2019年1月28日  | 兼任演員 |
| 2019 | 《綠箭俠》           | 8    | 166 | 6      |            | 2019年11月26日 | 兼任演員       |          |
| 2021 | 《超人與露易絲》     |      | 1   | 7      | 7          |                | 2021年5月25日  |          |
| 2021 | 《明日傳奇》         |      | 6   | 90     | 8          |                | 2021年6月27日  | 兼任演員 |
| 2021 | 《超少女》           |      | 6   | 118    | 12         |                | 2021年9月21日  | 兼任演員 |
| 2021 | 《蝙蝠女俠》         |      | 3   | 43     | 5          |                | 2021年11月10日 |          |
| 2022 | 《超人與露易絲》     |      | 2   | 17     | 2          |                | 2022年1月18日  |          |
| 2022 | 《超人與露易絲》     | 26   | 2   | 11     |            | 2022年5月3日   |                |          |
| 2023 | 《全美明星隊：返校》 |      | 2   | 27     | 14         |                | 2023年3月20日  |          |
| 2023 | 《超人與露易絲》     |      | 3   | 35     | 5          |                | 2023年4月11日  |          |

## 獲獎和提名
| 年份 | 獎項           | 類別                   | 提名作品     | 結果 | 附註                   | 來源   |
| ---- | -------------- | ---------------------- | ------------ | ---- | ---------------------- | ------ |
| 2009 | 美國演員工會獎 | 劇情類影集最佳整體演出 | 《嗜血法医》 | 提名 | 與劇中其他演員共獲提名 | [ 33 ] |

## 外部連結
- 大衛·拉姆西在互联网电影资料库（IMDb）上的資料（英文）
- 大衛·拉姆西在豆瓣上的资料（简体中文）
- 大衛·拉姆西的X（前Twitter）
- 大衛·拉姆西的Instagram帳戶